# Werner Lindemann
Werner Lindemann (* 7. Oktober 1926 in Wolfen; † 9. Februar 1993 in Zickhusen) war ein deutscher Schriftsteller.

## Leben
Werner Lindemann wurde als Sohn einer Landarbeiterfamilie geboren und wuchs im Gutsdorf Altjeßnitz bei Wolfen auf. Mit 15 Jahren war er Landwirtschaftslehrling bei einem Großbauern und musste als Jugendlicher von 1943 bis 1945 als Soldat im Zweiten Weltkrieg kämpfen. Diese Erfahrung prägte und beschäftigte ihn zeit seines Lebens, sodass er nach Kriegsende der Idee des Sozialismus und den Bestrebungen, in der DDR ein neues Gesellschaftssystem aufzubauen, positiv gegenüberstand.
Werner Lindemann hat nach eigenen Angaben im Alter von 20 Jahren im Jahr 1946 sein erstes Buch gelesen. Nach Kriegsende studierte er Naturwissenschaften in Halle und begann dort auf Anregung eines Lehrers auch mit dem Schreiben. Er war ab 1949 landwirtschaftlicher Berufsschullehrer, danach Dozent und Oberreferent. Er studierte von 1955 bis 1957 am Institut für Literatur „Johannes R. Becher“ in Leipzig und war anschließend Redakteur bei der Studentenzeitschrift „Forum“.
Die ersten Gedichte verfasste er kurz nach dem Krieg und veröffentlichte 1959 unter anderem den Gedichtband „Stationen“, in welchem er auch Autobiografisches verarbeitete. Im April 1959 nahm Lindemann, zu diesem Zeitpunkt neben der Tätigkeit als freier Schriftsteller auch Kulturhausleiter in Wölkau bei Leipzig, an der ersten Bitterfelder Konferenz teil – einer Autorenkonferenz des Mitteldeutschen Verlags im Kulturpalast Wilhelm Pieck im VEB Elektrochemisches Kombinat Bitterfeld. Dort traf er seine spätere Ehefrau Brigitte "Gitta", von 1992 bis 2002 Kulturchefin bei NDR 1 Radio MV des Norddeutschen Rundfunks. Diese sagte 2011 dem Südwestrundfunk für die Sendung SWR2 Tandem über die Begegnung in Bitterfeld:

„Und zwar sollte er da reden, und hatte aber Schiss. Ich war Student und war hingegangen und hingefahren, um mir das anzugucken. Und er guckte mich dann immer sehr auffordernd an und am Ende der Konferenz - auf der er nicht gesprochen hat - lud er mich zum Kaffee ein. Das war unsere erste Begegnung.“

Das Paar heiratete, im Januar 1963 wurde Lindemann Vater eines Sohnes (der spätere Rammstein-Sänger Till Lindemann), sechs Jahre später einer Tochter. Die Familie lebte zunächst gemeinsam in Rostock, in späteren Jahren aber räumlich getrennt, da es Lindemann zunehmend häufiger aufs Land zog, bis er der Stadt schließlich sogar ganz den Rücken kehrte. Als Mitbegründer der Künstlerkolonie Drispeth wohnte Lindemann bis zu seinem Tod dort, ab September 1975 bewohnte er ein Bauernhaus in der mecklenburgischen Gemeinde Zickhusen.
Bekannt wurde er in den Siebzigerjahren als Kinderbuchautor. Diesem Genre hatte er sich in den Sechzigerjahren auf Anregung eines Verlags zugewandt und versuchte mit der „poetischen Idee“, das Besondere im Alltäglichen zu zeigen. Begonnen hatte Lindemann jedoch mit Gedichten, die sich an ein erwachsenes Publikum richteten:

„Er hat auch, das muss ich jetzt auch sagen, sehr schreckliche Agitationsgedichte geschrieben. Aber aus einem Glauben heraus, dass es einen Sinn macht, sich dafür einzusetzen und dafür auch etwas zu riskieren, also in dem Sinne vielleicht auch etwas zu überziehen.“

Häufig hielt Werner Lindemann Lesungen an Schulen, um Kindern die Poesie näherzubringen, und leitete auch Schreibzirkel für Kinder. Neben der Kinderlyrik erschienen ab den Achtzigerjahren verschiedene Prosabände, unter anderem „Aus dem Drispether Bauernhaus“ und „Die Roggenmuhme“, in denen er durch genaues Beobachten und das Erinnern an die Kinder- und Jugendzeit in kurzen Geschichten die ihn umgebende Natur sowie das Familien- und Dorfleben im sozialistischen Alltag darstellte.
Im Band „Mike Oldfield im Schaukelstuhl. Notizen eines Vaters“ stellte er die Erinnerungen des lyrischen Ichs den Äußerungen und Ansprüchen des Sohnes gegenüber und zeigte so die Gegensätzlichkeit der in verschiedenen Gesellschaftssystemen aufgewachsenen Menschen, aber auch deren Gemeinsamkeiten: Er verarbeitete literarisch ein kurzes Zusammenleben mit seinem erwachsenen Sohn Till – im Buch Timm –, der im September 1982 im Alter von 19 Jahren von Rostock zu ihm aufs Land zog, um in der örtlichen LPG als Tischler arbeiten zu können. Das Zusammenleben der beiden Männer verlief phasenweise unharmonisch. Werner Lindemann, zu diesem Zeitpunkt bereits 55 Jahre alt, hatte seit seinem Weggang aus Rostock nicht mehr viel Zeit mit seinem Sohn verbracht und konnte mit dessen Interessen nicht viel anfangen. Dieser rebellierte im Gegenzug gegen seinen Vater, stellte dessen Tun, Handeln und Denken verschiedentlich infrage und brüskierte diesen damit. Auch gab die eher ablehnende Haltung des Sohnes zum DDR-System Anlass zu Differenzen. Es kam zu Handgreiflichkeiten zwischen beiden. Dazwischen notierte der Schriftsteller jedoch auch immer wieder Momente der Annäherung und des gegenseitigen Respektierens.
Lindemanns Sohn zog 1983 nach nur neun Monaten wieder aus, während der Autor für eine Nacht in Rostock weilte. Seine Gefühle beschrieb Werner Lindemann in seinem Buch wie folgt:

„Das Zimmer von Timm ist ausgeräumt. Wohin ist er gegangen? Warum heimlich? Auf der Fensterscheibe ein Regentropfen; Träne des Schmerzes einer wandernden Wolke. Der Wind hebt ihn vom Glas und zersplittert ihn in viele kleine Schmerzen. Wenn der Vogel fort ist, untersucht man den Käfig, heißt es. Ich suche durch die Zimmer, als könnte ich ihn irgendwo finden. Woran kann ich mich nun erwärmen? Woran abkühlen?“

Das Buch erschien erstmals 1988.
Lindemanns Sohn Till ist heute Sänger und Songtexter bei der Band Rammstein und selbst Autor von Gedichten. Seinen ersten eigenen Gedichtband Messer, der 2002 erschien, widmete er seinem Vater. Zudem wurde auf seine Initiative hin Werner Lindemanns Buch Mike Oldfield im Schaukelstuhl. Erinnerungen eines Vaters im Jahr 2006 neu aufgelegt – mit einem Foto des Sängers als erwachsenem Mann auf dem Titelbild.
Die Akademie der Künste verlieh Werner Lindemann bereits 1985 für seine Verdienste als Lyriker in der sozialistischen Kinderliteratur den Alex-Wedding-Preis.
Sehr oft war Lindemann in der „Grundschule an der Elisabethwiese“ in Rostock zu Gast. Nach seinem Tod wurde ihm zu Ehren die Schule am 7. Oktober 1994 in „Werner-Lindemann-Grundschule“ umbenannt. Der Feier wohnte seine Witwe Gitta Lindemann bei.
Werner Lindemann starb nur wenige Jahre nach der Wiedervereinigung Anfang 1993. Die Musikkarriere seines Sohnes erlebte er nicht mehr. Er liegt in seinem früheren Wohnort Zickhusen in Mecklenburg-Vorpommern begraben.

## Werke
- Mosaiksteine. Gedichte, Mitteldeutscher Verlag, Halle (Saale) 1957.
- Stationen, Aufbau Verlag, Berlin 1959.
- Das unheilige Testament. Ein Gedichtzyklus, Aufbau Verlag, Berlin 1959.
- Unterwegs aufgeschrieben, Aufbau Verlag, Berlin 1960.
- ... Zutiefst an dich gebunden sein …, Verlag Neues Leben, Berlin 1961.
- Hier war einmal ein Rain, VEB Hofmeister, Leipzig 1961.
- Für die Bäuerin (1961).
- Und ich sage dir …, VEB Hofmeister, Leipzig 1961.
- mit Ingeborg Meyer-Rey: Das Osternest, Kinderbuchverlag, Berlin 1964.
- Was schmeckt den Tieren, Kinderbuchverlag, Berlin 1966.
- Rattermann und Pustemehl, Kinderbuchverlag, Berlin 1967.
- Poesiealbum 35, Verlag Neues Leben, Berlin 1970.
- Schornsteinfeger Rußgesicht, Kinderbuchverlag, Berlin 1970.
- Pünktchen, Kinderbuchverlag, Berlin 1974.
- Der Tag sitzt vor dem Zelt, Kinderbuchverlag, Berlin 1974.
- Der Esel, die Großmutter und andere Musikinstrumente, Deutscher Verlag für Musik, Leipzig 1974.
- Durch Wulkenziehen spaziert, Kinderbuchverlag, Berlin 1974.
- Das Schneeflöckchen, Postreiter Verlag, Halle 1974.
- Der Gemüsekorb, Verlag Junge Welt, Berlin 1975.
- Landtage: Gedichte, Verlag Tribüne, Berlin 1976.
- Die Schule macht die Türen auf, Kinderbuchverlag, Berlin 1976.
- Tanzende Birken – Gedichte für Kinder, Kinderbuchverlag, Berlin 1977.
- Sohn und Vater Rübesam, Kinderbuchverlag, Berlin 1978.
- Aus dem Drispether Bauernhaus, Edition Holz, Berlin 1981.
- Ein Nest, versteckt auf dichten Zweigen, Illustrationen von Gerhard Rappus, Der Kinderbuchverlag Berlin, Berlin 1982, ISBN 3-358-00632-8.
- Was macht der Frosch im Winter?, Kinderbuchverlag, Berlin 1982.
- Das kleine Kamel und andere Märchen aus Kasachstan, Kinderbuchverlag, Berlin 1979.
- Ein Laubfrosch wandert, Kinderbuchverlag, Berlin 1984, ISBN 3-358-00514-3.
- Tausendfuß, Verlag Junge Welt, Berlin 1984.
- Der Nasenbaum, Postreiter Verlag, Halle 1985.
- Die Roggenmuhme: Kleingeschichten, Verlag Tribüne, Berlin 1986.
- Die Fledermausstunde, Kinderbuchverlag, Berlin 1986, ISBN 3-358-00699-9.
- An der Haltestelle, Kinderbuchverlag, Berlin 1986, ISBN 3-358-00679-4.
- Mike Oldfield im Schaukelstuhl: Notizen eines Vaters, Verlag Der Morgen, Berlin 1988, ISBN 3-371-00188-1.
- Tüftelchen, Kinderbuchverlag, Berlin 1989, ISBN 3-358-01277-8.
- Der tapfere kleine Fisch, Verlag für Lehrmittel, Pößneck 1990, ISBN 3-7493-0204-9.
- mit Gitta Lindemann: Petermännchens Ausguck. Ein Lesebuch aus Mecklenburg, Kinderbuch Verlag, Berlin 1992, ISBN 3-358-01356-1.
- Tanzt im Winde wie ein Mädchen. Kleine vergnügliche Geschichten, Landesverlags- und Druckgesellschaft, Mecklenburg 1991, ISBN 3-910179-66-5.
- Mädchen haben Zöpfe, Landesverlags- und Druckgesellschaft, Mecklenburg 1991.
- Tina Tüftelchen, Franz Schneider Verlag, München 1993, ISBN 978-3-505-04707-7.
- Gedanken sind Kinder der Stille, Demmler Verlag, Schwerin 1993, ISBN 3-910150-21-7.
- Mike Oldfield im Schaukelstuhl. Notizen eines Vaters. Kiepenheuer & Witsch, Köln 2020, ISBN 978-3-462-05466-8 (Mit einem Gespräch zwischen Sohn Till Lindemann und Verleger Helge Malchow).

## Hörfunk
- Thomas Gaevert: Irgendein Mike Oldfield neuerdings - Eine Vater-Sohn-Geschichte, Produktion Südwestrundfunk, Erstsendung 10. Oktober 2011 SWR2